# NGC 1119
NGC 1119 è una galassia lenticolare situata nella costellazione dell'Eridano, a una distanza di circa 198 milioni di anni luce dalla nostra Via Lattea.

## Scoperta
La galassia è stata scoperta il 17 ottobre 1885 dall'astronomo statunitense Francis Leavenworth.